# Maile Flanagan

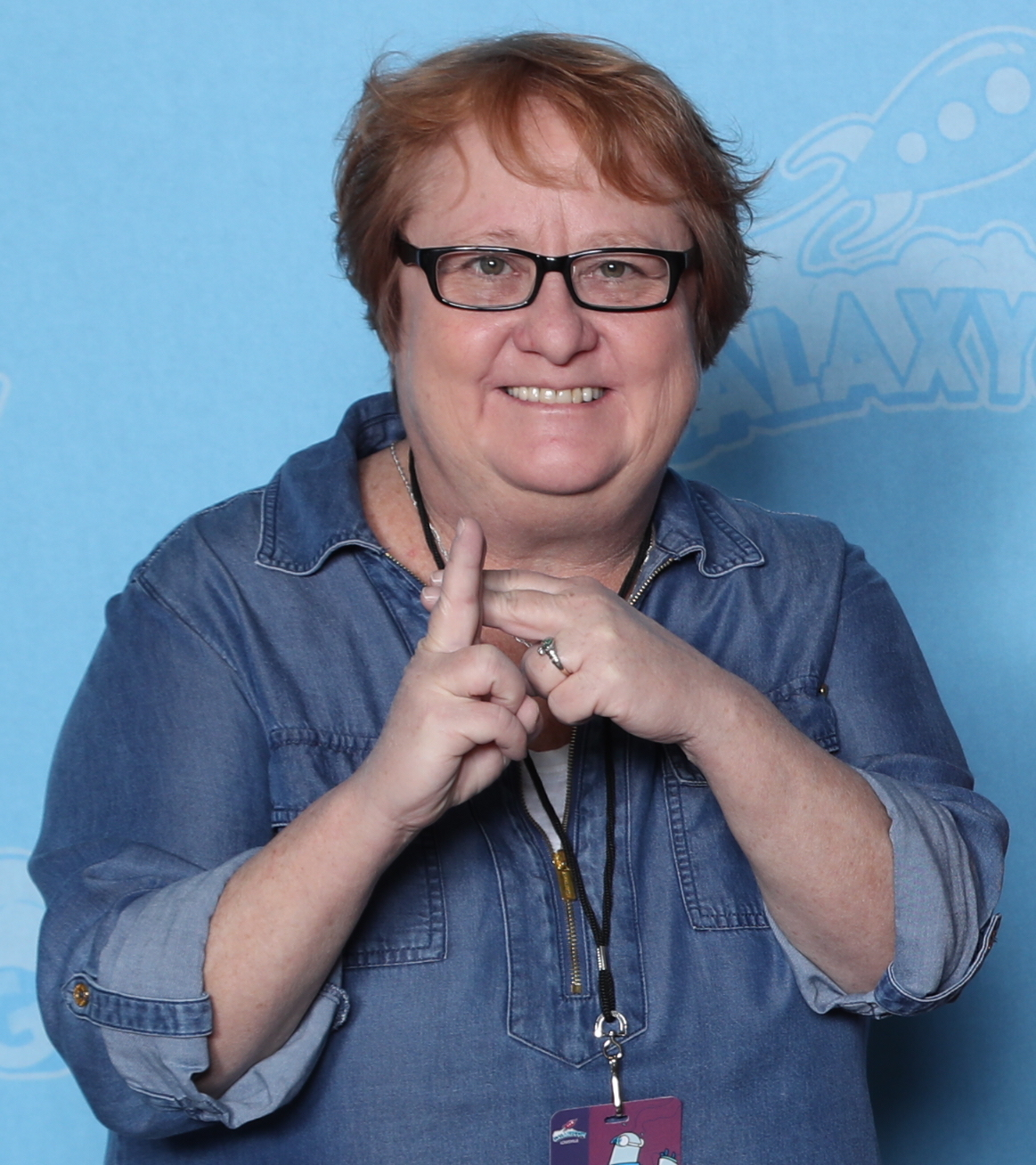
Maile Flanagan auf der GalaxyCon (Louisville, 2019)

Maile Flanagan (* 19. Mai 1965 in Honolulu, Hawaii) ist eine US-amerikanische Schauspielerin, Synchronsprecherin und Produzentin.

## Leben
Flanigans Eltern waren für den militärischen Geheimdienst tätig. Durch die Karriere ihres Vaters zog die Familie häufig um, was Maile die Auseinandersetzung mit verschiedenen Kulturen ermöglichte. Die daraus resultiernden Erfahrungen prägten maßgeblich ihre Anpassungsfähigkeit und ihr späteres Talent als Schauspielerin.
So verbrachte Maile Teile ihrer Kindheit in Bangkok, Nürnberg und München. In der bayrischen Landeshauptstadt machte sie 1983 ihren Abschluss an der dortigen American High School. Anschließend besuchte sie das Boston College und erwarb dort, im Jahr 1987, den Bachelor of Arts in Politikwissenschaften.
Nach ihrem Abschluss begann sie ihre Schauspielkarriere und zog dafür nach Minneapolis (Minnesota, USA). Dort wurde sie Teil einer Comedy-Improvisationsgruppe und trat mit bekannten Größen wie Wayne Wilderson and Tom McCarthy auf. Zudem legten ihr Engagement im Bereich Stand-up-Comedy und im Theater einen wichtigen Grundstein für ihre Karriere.
1998 folgte der Umzug nach Los Angeles (Kalifornien, USA), wo sich die Darstellerin später Gastauftritte in Serien wie Emergency Room – Die Notaufnahme und The Office sichern konnte. Bald darauf führten sie ihre Vielseitigkeit und ein Gespür für komödiantisches Timing in die Synchronbranche. Dort gilt sie heute als Vorreiterin der Sprecherkunst. Flanagan ist für ihre Fähigkeit bekannt, einer Figur Tiefe, Humor und Emotionen zu verleihen. Als Sprecherin des Naruto Uzumaki in der englischen Synchronfassung von Naruto erlangte sie internationale Bekanntheit. Des Weiteren verzeichnete sie große Erfolge mit der Rolle des Ringel in der Animationsserie Au Schwarte! – Die Abenteuer von Ringel, Entje und Hörnchen.
Die Schauspielerin lebt offen homosexuell und ist seit 2008 mit ihrer Frau Lesa Hammett verheiratet. Obwohl Flanagan einen großen Teil ihrer Wohltätigkeitsarbeit vetraulich behandelt, ist bekannt, dass sie sich für die Unterstützung von Rechten der „LGBTQ+“-Community, im Bereich der Bildungsförderung und der Sensibilisierung für mentale Gesundheit engagiert.
Neben ihrer Karriere als Synchronsprecherin wirkt sie auch weiterhin an Theaterproduktionen mit. So geht sie ihrer persönlichen Leidenschaft für die darstellenden Künste nach. Im Oktober 2011 war sie Teil der Komödie Day Drinkers von Justin Tanner, die am Odyssey Theatre in Los Angeles aufgeführt wurde. Vom 21. Oktober bis 6. November 2011 war sie in Tanners Voice Lesson zu sehen.

## Filmografie

### Als Darstellerin

#### Filme
- 1998: Liebe per Express (Overnight Delivery)
- 2001: 61 (Fernsehfilm)
- 2002: Never Get Outta the Boat
- 2002: Nicht auflegen! (Phone Booth)
- 2002: Now You Know
- 2003: Station Agent
- 2007: Nummer 23 (The Number 23)
- 2007: Evan Allmächtig (Evan Almighty)
- 2008: Der Ja-Sager (Yes Man)
- 2009: (500) Days of Summer
- 2010: Nathan vs. Nurture (Fernsehfilm)
- 2011: Transformers 3: Die dunkle Seite des Mondes (Transformers: Dark of the Moon)
- 2012: Wrong
- 2012: Something Real (Kurzfilm)
- 2012: Janeane from Des Moines
- 2012: Life Is No Joke
- 2014: Teacher of the Year
- 2015: Go Four Broke (Fernsehfilm)
- 2016: The Elvis Room (Kurzfilm)
- 2016: Swipe Right (Kurzfilm)
- 2016: The Mop & Lucky Files (Fernsehfilm)
- 2018: The Lift (Kurzfilm)
- 2019: The Three Bears and the Perfect Gift
- 2021: Waffle Hut (Fernsehfilm)
- 2021: Work Wife (Fernsehfilm)
- 2022: Method: A Voice Actor Prepares
- 2022: My Babysitter the Super Heroe
- 2024: Crashing Christmas (Fernsehfilm)
- 2025: Bitch Club (Kurzfilm)

#### Serien
- 1998: MADtv (Fernsehserie, Episode 4x01)
- 2000–2001: Gideon’s Crossing (Fernsehserie, 2 Episoden)
- 2001: Citizen Baines (Fernsehserie, Episode 1x02)
- 2005: Hot Properties – Gut gebaut und noch zu haben (Hot Properties, Fernsehserie, Episode 1x11)
- 2005–2007: Grey’s Anatomy: Die jungen Ärzte (Grey’s Anatomy, Fernsehserie, 4 Episoden)
- 2006: Lovespring International (Fernsehserie, Episode 1x06)
- 2006: Desperate Housewifes (Fernsehserie, Episode 3x07)
- 2006: Emergency Room – Die Notaufnahme (ER: Emergency Room, Fernsehserie, Episode 13x10)
- 2006: Big Day (Fernsehserie, Episode 1x07)
- 2006–2007: The Class (Fernsehserie, 2 Episoden)
- 2007: The Office (Fernsehserie, Episode 3x15)
- 2008: Reno 911! (Fernsehserie, 2 Episoden)
- 2008–2009: 3Way (Fernsehserie, 13 Episoden)
- 2009: iCarly (Fernsehserie, Episode 2x17)
- 2009: In the Motherhood (Fernsehserie, Episode 1x07)
- 2010: Svetlana (Fernsehserie, Episode 1x02)
- 2011: Weeds – Kleine Deals unter Nachbarn (Weeds, Fernsehserie, Episode 7x01)
- 2012–2016: S3 – Stark, schnell, schlau (Lab Rats, Fernsehserie, 46 Episoden)
- 2013: Last Man Standing (Fernsehserie, Episode 2x09)
- 2013: Second Shot (Fernsehserie, 3 Episoden)
- 2013–2014: Shameless: Nicht ganz nüchtern (Shameless, Fernsehserie, 6 Episoden)
- 2014: Bad Teacher (Fernsehserie, 2 Episoden)
- 2015: Mike & Molly (Fernsehserie, Episode 5x17)
- 2015: Modern Family (Fernsehserie, Episode 6x22)
- 2015: RelationFixTM (Fernsehserie, Episoden unbekannt)
- 2016: The Mop and Lucky Files (Fernsehserie, Episode 2x02)
- 2016: Agnes & Estelle (Fernsehserie, 2 Episoden)
- 2016: S3 – Gemeinsam stärker (Lab Rats: Elite Force, Fernsehserie, 4 Episoden)
- 2017: The Mindy Project (Fernsehserie, Episode 6x07)
- 2018: Ghost Writer (Fernsehserie, Episode 1x02)
- 2018: UnCorked (Fernsehserie, Episode 1x07)
- 2022: Tiger & Bunny (Fernsehserie, 16 Episoden)
- 2023–2024: Noch nicht ganz tot (Not Dead Yet, Fernsehserie, 14 Episoden)
- 2023–2024: Royal Crackers (Fernsehserie, 16 Episoden)

### Als Produzentin
- 2003: Final Justice with Erin Brockovich (Fernsehserie, 11 Episoden)
- 2008–2009: 3Way (Fernsehserie, 13 Episoden)
- 2022: My Babysitter the Super Heroe

### Als Drehbuchautorin
- 2008: 3Way (Fernsehserie, 11 Episoden)
- 2013: Second Shot (Fernsehserie, Episode 1x03)

## Synchronrollen (Auswahl)

### Filme
- 2001: Tom und Jerry: Der Zauberring (Tom and Jerry: The Magic Ring) … als Junge
- 2004: Naruto – The Movie: Geheimmission im Land des ewigen Schnees (Gekijô-ban Naruto: Daikatsugeki! Yukihime ninpôchô dattebayo!!) … als Naruto Uzumaki
- 2005: Naruto – The Movie 2: Die Legende des Steins von Gelel (Gekijô-ban Naruto: Daigekitotsu! Maboroshi no chitei iseki dattebayo!) … als Naruto Uzumaki
- 2006: Naruto – The Movie 3: Die Hüter des Sichelmondreiches (Gekijô-ban Naruto: Daikôfun! Mikazukijima no animaru panikku dattebayo!) … als Naruto Uzumaki
- 2007: Naruto Shippuden – The Movie (Gekijô-ban Naruto shippûden) … als Naruto Uzumaki
- 2008: Naruto Shippuden – The Movie: Bonds (Gekijô ban Naruto: Shippûden K izuna) … als Naruto Uzumaki
- 2009: Ice Age 3 – Die Dinosaurier sind los (Ice Age: Dawn of the Dinosaurs) … als Erdferkel-Mutter
- 2009: Naruto Shippuden – The Movie: Die Erben des Willens des Feuers (Gekijô-ban Naruto Shippûden: Hi no ishi wo tsugu mono) … als Naruto Uzumaki
- 2010: Kung-Fu Magoo … als Oli-Gatory und Orangu-Tammy
- 2010: Gekijouban Naruto Shippuuden: Za rosuto tawâ … als Naruto Uzumaki
- 2011: Rango … als Lucky
- 2011: Naruto Shippuden – The Movie 5: Blood Prison (Gekijouban Naruto: Buraddo purizun) … als Naruto Uzumaki
- 2012: Road to Ninja: Naruto the Movie … als Naruto Uzumaki
- 2014: The Last: Naruto the Movie … als Naruto Uzumaki
- 2014: Ava & Lala … als Lala
- 2015: Tech Oddity (Kurzfilm) … als RGB
- 2015: Boruto: Naruto – The Movie … als Naruto Uzumaki
- 2015: Magic Children Doing Things (Kurzfilm) … als Leander
- 2017: Camp Weedonwantcha (Kurzfilm) … als Tanner
- 2018: Space Mission: Danger! (Kurzfilm) … als D-Go
- 2019: Trouble … als unbekannt

### Serien
- 1998: Men in Black – Die Serie (Men in Black: The Series, Fernsehserie, Episode 2x06) … als Old Crone und Bully
- 1999: Oh Yeah! Cartoons (Fernsehserie, Episode 2x10) … als Junge
- 2000: Jackie Chan Adventures (Fernsehserie, Episode 1x07) … als Maynard
- 2002–2007: Naruto (Fernsehserie, 217 Episoden) … als Naruto Uzumaki
- 2003–2004: Astro Boy tetsuwan atomu (Fernsehserie, Episoden unbekannt) … als Matthew
- 2003–2007: Au Schwarte! – Die Abenteuer von Ringel, Entje und Hörnchen (Jakers! The Adventures of Piggley Winks, Fernsehserie, 53 Episoden) … als Ringel (jung / alt) und Fergal O’Hopper
- 2007–2010: Barnyard - Der tierisch verrückte Bauernhof (Back at the Barnyard, Fernsehserie, 4 Episoden) … als Macy und Schaf
- 2007–2017: Naruto Shippuden (Naruto: Shippûden, Fernsehserie, 373 Episoden) … als Naruto Uzumaki
- 2010: Der Fisch-Club (Fish Hooks, Fernsehserie, Episode 1x06) … als Sunny
- 2014: Hardboiled Eggheads (Fernsehserie, Episode 1x01) … als Donnie Munson
- 2015: Senko 8: Timeskip (Fernsehserie, Episode 12x497) … als Naruto Uzumaki
- 2015–2018: Senko 9: Senko’s New Generation (Fernsehserie, Episoden unbekannt) … als Naruto Uzumaki
- 2015–2017: Schwein Ziege Banane Grille (Pig Goat Banana Cricket, Fernsehserie, 15 Episoden) … als JR Elephant und JR Barton
- 2016: Uncle Grandpa (Fernsehserie, Episode 4x20) … als Ricky
- 2017: Shimmer & Shine (Fernsehserie, Episode 3x01) … als Grunts
- 2017–2022: Boruto: Naruto Next Generations (Fernsehserie, 127 Episoden) … als Naruto Uzumaki
- 2018: Buddy Buddha (Miniserie, Episode 1x08) … als Alien #1
- 2018–2021: Willkommen bei den Louds (The Loud House, Fernsehserie, 4 Episoden) … als Byron, Achtklässler und Amy
- 2020: Coco – Der neugierige Affe (Curious George, Fernsehserie, Episode 3x01) … als Busfahrer
- 2021–2023: Harriet: Spionage aller Art (Harriet the Spy, Fernsehserie, 14 Episoden) … als Pinky Whitehead und Sportlehrer
- 2022: Bee & Puppycat: Lazy in Space (Fernsehserie, Episode 1x10) … als Temp Bot

### Videospiele
- 2003: Naruto: Clash of Ninja … als Naruto Uzumaki
- 2003: Naruto: Ninja Council … als Naruto Uzumaki
- 2003: Naruto: Narutimetto hîrô … als Naruto Uzumaki und Girl Naruto
- 2003: Naruto: Gekitô ninja taisen! 2 … als Naruto Uzumaki
- 2004: Naruto: Path of the Ninja … als Naruto Uzumaki
- 2004: Naruto: Narutimetto hîrô 2 … als Naruto Uzumaki
- 2005: Naruto: Uzumaki ninden … als Naruto Uzumaki
- 2005: Naruto: Narutimetto hîrô 3 … als Naruto Uzumaki
- 2006: Naruto: Ultimate Ninja Heroes 2: The Phantom Fortress … als Naruto Uzumaki
- 2006: Naruto: Uzumaki Chronicles 2 … als Naruto Uzumaki
- 2006: Naruto: Ninja Destiny … als Naruto Uzumaki
- 2007: Naruto Shippûden: Ultimate Ninja 4 … als Naruto Uzumaki
- 2007: Naruto: Ninja Council 3 … als Naruto Uzumaki
- 2007: Naruto: Ultimate Ninja Heroes … als Naruto Uzumaki
- 2007: Naruto: Clash of Ninja Revolution … als Naruto Uzumaki
- 2007: Naruto: Rise of a Ninja … als Naruto Uzumaki
- 2008: Naruto Shippuden: Ninja Destiny 2 … als Naruto Uzumaki
- 2008: Naruto: Clash of Ninja Revolution 2 … als Naruto Uzumaki
- 2008: Naruto: Ultimate Ninja Storm … als Naruto Uzumaki
- 2008: Naruto: The Broken Bond … als Naruto Uzumaki
- 2009: Naruto: Ninja Council 4 … als Naruto Uzumaki
- 2009: Naruto Shippûden: Legends: Akatsuki Rising … als Naruto Uzumaki
- 2009: Naruto: Clash of Ninja Revolution 3 … als Naruto Uzumaki
- 2009: Naruto Shippûden: Dragon Blade Chronicles … als Naruto Uzumaki
- 2009: Naruto Shippûden: Ultimate Ninja Heroes 3 … als Naruto Uzumaki
- 2009: Final Fantasy XIII (Fainaru fantajî XIII) … als Kokonbewohner
- 2010: Valkyria Chronicles II (Senjo no Varukyuria 2: Garia Ôritsu Shikan Gakkô) … als Alexis Hilde
- 2010: Naruto Shippûden: Kizuna Drive … als Naruto Uzumaki
- 2010: Naruto Shippuden: Ultimate Ninja Storm 2 … als Naruto Uzumaki
- 2011: Naruto Shippûden: Ultimate Ninja Impact … als Naruto Uzumaki
- 2011: Final Fantasy XIII-2 (Fainaru fantajî XIII-2) … als Rhett
- 2012: Naruto Shippuden: Ultimate Ninja Storm Generations … als Naruto Uzumaki
- 2013: Naruto Shippuden: Ultimate Ninja Storm 3 … als Naruto Uzumaki
- 2014: Naruto Shippuden: Ultimate Ninja Storm Revolution … als Naruto Uzumaki
- 2016: Naruto Shippuden: Ultimate Ninja Storm 4 … als Naruto Uzumaki
- 2017: Minecraft: Story Mode – Season 2 … als Porkchop
- 2017: Final Fantasy XV: Comrades … als verschiedene Stimmen
- 2018: Naruto to Boruto: Shinobi Striker … als Naruto Uzumaki
- 2023: Hellboy: Web of Wyrd … als Skuld
- 2023: Naruto x Boruto: Ultimate Ninja Storm Connections … als Naruto Uzumaki und Mecha-Naruto

## Auszeichnungen
| Preisverleihung | Kategorie                                                           | Resultat  | Datum |
| --- | ------------------------------------------------------------------- | --------- | ----- |
| Annie Award für ihre Rolle des Ringel in Au Schwarte! – Die Abenteuer von Ringel, Entje und Hörnchen                                                | Voice Acting in an Animated Television Production                   | Nominiert | 2005  |
| Daytime Emmy für ihre Rolle des Ringel in Au Schwarte!\|Au Schwarte! – Die Abenteuer von Ringel, Entje und Hörnchen                                 | Outstanding Performer in an Animated Program                        | Gewonnen  | 2006  |
| Daytime Emmy für ihre Rolle des Ringel in Au Schwarte!\|Au Schwarte! – Die Abenteuer von Ringel, Entje und Hörnchen                                 | Outstanding Performer in an Animated Program                        | Nominiert | 2007  |
| BTVA Anime Dub Movie/Special Voice Acting Award für das Sprecher-Ensemble von Naruto Shippuden - The Movie: Die Erben des Willens des Feuers        | Best Vocal Ensemble in an Anime Feature Film/Special                | Nominiert | 2013  |
| BTVA Anime Dub Movie/Special Voice Acting Award für ihre Rolle des Naruto Uzumaki in Naruto Shippuden - The Movie: Die Erben des Willens des Feuers | Best Female Lead Vocal Performance in an Anime Feature Film/Special | Nominiert | 2013  |
| BTVA Anime Dub Movie/Special Voice Acting Award für das Sprecher-Ensemble von Gekijouban Naruto Shippuuden: Za rosuto tawâ                          | Best Vocal Ensemble in an Anime Feature Film/Special                | Nominiert | 2014  |
| BTVA Anime Dub Movie/Special Voice Acting Award für das Sprecher-Ensemble von Road to Ninja: Naruto the Movie                                       | Best Vocal Ensemble in an Anime Feature Film/Special                | Nominiert | 2015  |
| BTVA People's Choice Voice Acting Award für ihre Rolle des Naruto Uzumaki in Road to Ninja: Naruto the Movie                                        | Best Female Lead Vocal Performance in an Anime Feature Film/Special | Gewonnen  | 2015  |
| BTVA Anime Dub Movie/Special Voice Acting Award für ihre Rolle des Naruto Uzumaki in Road to Ninja: Naruto the Movie                                | Best Female Lead Vocal Performance in an Anime Feature Film/Special | Gewonnen  | 2015  |
| BTVA Anime Dub Movie/Special Voice Acting Award für das Sprecher-Ensemble von The Last: Naruto the Movie                                            | Best Vocal Ensemble in an Anime Feature Film/Special                | Nominiert | 2016  |
| BTVA Anime Dub Movie/Special Voice Acting Award für das Sprecher-Ensemble von Boruto: Naruto - The Movie                                            | Best Vocal Ensemble in an Anime Feature Film/Special                | Nominiert | 2018  |